# وولچانسک
شهر وولچانسک (به روسی: Волчанск) در کشور روسیه و در اوبلاست سوردلوفسک واقع شده‌است.